# Margaretha van Kleef (Gravin van Mark)
Margaretha van Kleef (ca.1310-na 1348) was gravin van het Graafschap Mark en speelde een belangrijk rol in de erfopvolging in het Graafschap Kleef.

## Biografie
Margaretha was de dochter van Diederik IX van Kleef en Margaretha van Gelre, ze was de tweede vrouw van graaf Adolf II van der Mark. Haar vader had enkel drie dochters en zo ging het graafschap Kleef over aan zijn broer Jan van Kleef in 1347.
Jan stierf kinderloos in 1368 en zo kwam het graafschap Kleef in handen van de zoon van Margaretha, Adolf III van der Mark. Na de dood in 1391 van Engelbert III van der Mark, de broer van Adolf III, kwam het graafschap Mark kortstondig in een personele unie met Kleef.

## Familie
Samen met Adolf II had Margaretha zeven kinderen :
- Engelbert III (1333-1391), graaf van Mark
- Margaretha (overleden in 1409), huwde in 1357 met graaf Johan I van Nassau-Siegen
- Machteld (overleden na 1390), huwde in 1371 met Everhard II van Isenburg, graaf van Grenzau
- Adolf III (overleden in 1394), bisschop van Münster, aartsbisschop van Keulen, graaf van Kleef en graaf van Mark
- Diederik I (overleden in 1406), heer van Dinslaken
- Eberhard, priester in Münster
- Elisabeth, huwde met Gumprecht van Heppendorf